# Mary Martin

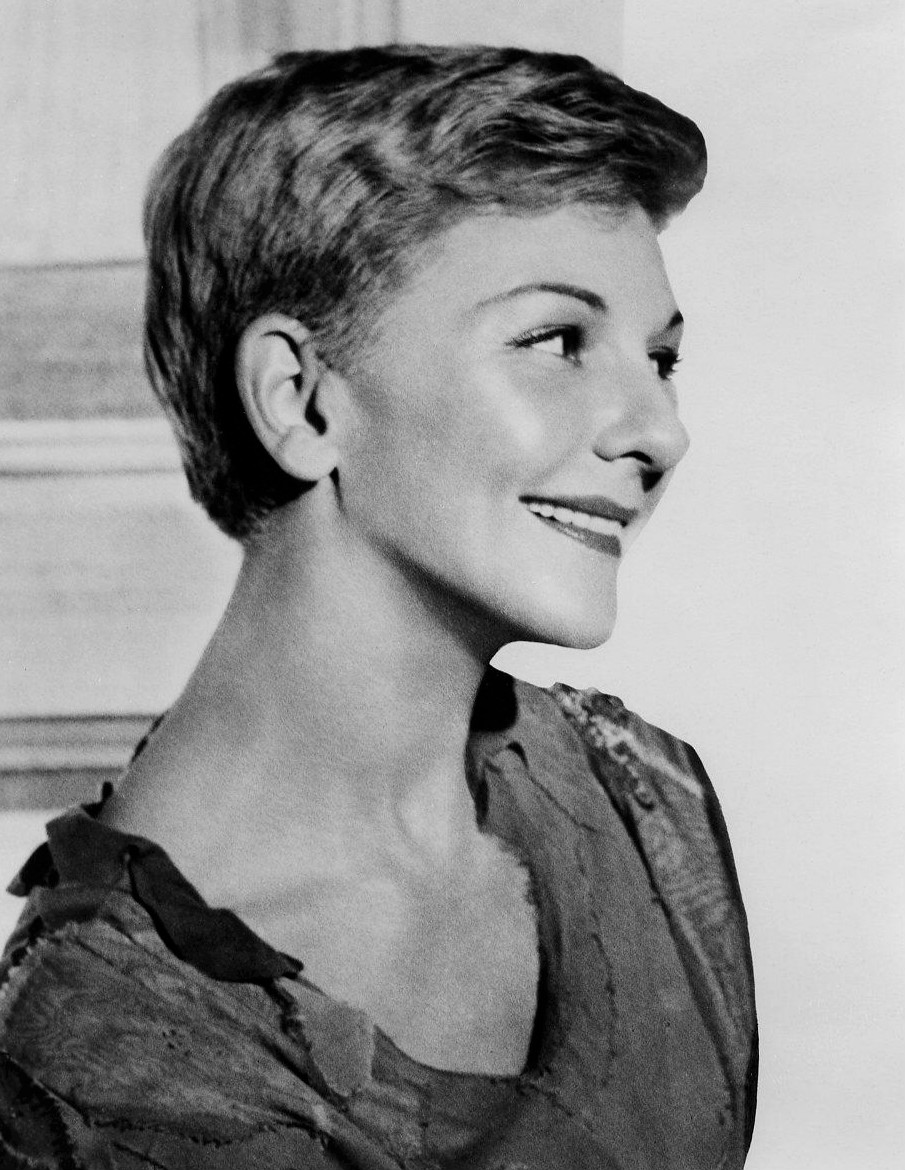
Atriz Mary Martin, mãe do ator Larry Hagman

Mary Virginia Martin (Weatherford, 1 de dezembro de 1913 - Rancho Mirage, 3 de novembro de 1990) foi uma atriz, dançarina e cantora americana. Mary é a mãe de Larry Hagman.
Estrela da Broadway, participou de inúmeras montagens em peças e musicais, como:
- Leave It to Me! em 1938;
- Peter Pan em 1954/55[3]
- I Do! I Do! em 1967;
- Hello, Dolly! em 1965/66.

No musical Peter Pan, ganhou o Tony Award de "Melhor performance de uma atriz protagonista em musical"
Também trabalhou no cinema e na televisão com trabalhos como:
- The Rage of Paris de 1938;
- New York Town de 1941;
- Night and Day de 1946;
- Main Street to Broadway de 1953;
- Na televisão, participou do musical Peter Pan em 1960.

## Prêmios e honrarias

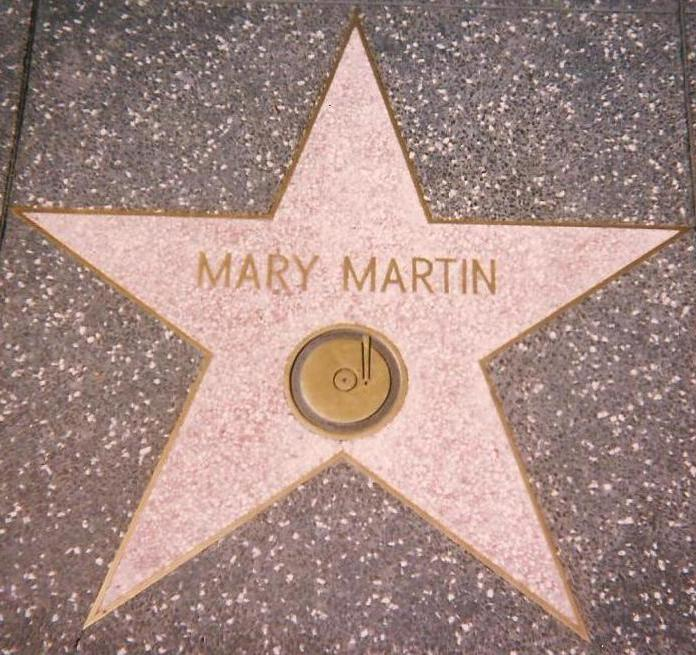
Estrela da fama de Mary Martin no Hollywood Walk of Fame na Hollywood Blvd

Em 1943 foi premiada com o Prêmio Donaldson pelo Circulo de Críticos de New York. Além do Tony de 1956, recebeu um Emmy pelo seu trabalho no musical Peter Pan de 1960. Em 1973, Mary Martin entrou para o Hall da Fama do teatro americano e em 1989, foi condecorada com o Kennedy Center Honors, entre outras premiações e honrarias.
Possui uma estrela na Hollywood Walk of Fame pelos seus serviços fonográficos.